# Pierre Jacques Feillet

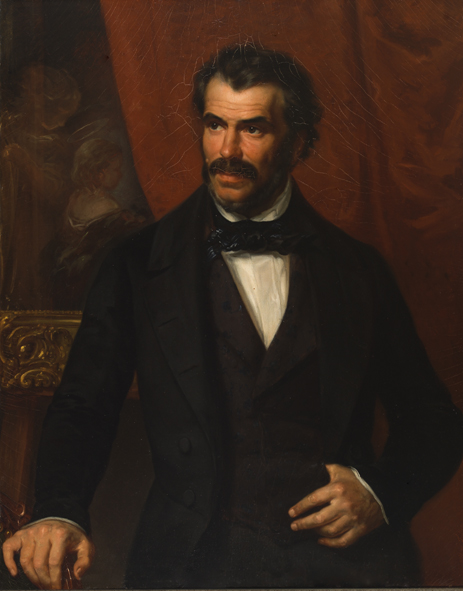
Hélène Feillet, retrato de su padre, Pierre Jacques Feillet, colección de la familia Hennebutte.

Ofrenda a la fecundidad (Ofrenda a Venus), aguatinta litográfica y litografía a pluma y lápiz. Biblioteca Nacional de España. Litografía de Feillet a partir de la Ofrenda a Venus de Tiziano para la Colección litográfica de cuadros del rey de España el señor don Fernando VII.

Pierre Jacques Feillet (Ymeray, 1794-Biarritz, 1855) fue un pintor y litógrafo francés.

## Biografía y obra
Miembro de la guardia imperial, tras resultar gravemente herido en Saint-Dizier abandonó la milicia para dedicarse a la pintura. A partir de 1814 estudió en París con Pernotin, su suegro, y luego con Anne-Louis Girodet. Casado con Hélène Pernotin, fue padre de Hélène Feillet (1812-1889) y de Blanche Feillet (1815-1886), apellidada Hennebutte por su matrimonio con el impresor Charles Hennebutte, ambas pintoras y litógrafas.
De 1817 en adelante se encargó de las ilustraciones del Manuel d’anatomie descriptive de Jacques Cloquet. Contratado por José de Madrazo se trasladó a Madrid para trabajar en el proyecto de reproducir en litografía las obras del Museo del Prado. Correspondieron a Feillet las reproducciones de la Coronación de la Virgen de Velázquez, La Fortuna y Las tres Gracias de Rubens, la Ofrenda a Venus de Tiziano, titulada Ofrenda a la Fecundidad, y la Adoración de los pastores de Murillo, publicadas entre 1829 y 1837 en la Colección litográfica de cuadros del rey de España el señor don Fernando VII editada por el Establecimiento Litográfico de Madrid. También se le atribuyen las ilustraciones de la Colección de uniformes del Egército español dedicado al Rey N. S., obra promovida por el mismo Establecimiento Litográfico para el que también proporcionó el retrato de Luis López Ballesteros por pintura de José de Madrazo.
En 1834 se estableció en Bayona donde de 1844 a 1855 dirigió la Escuela de Dibujo y Pintura.